# L'Atalante (1989)
Pour les articles homonymes, voir Atalante (homonymie).
Pour les autres navires du même nom, voir Atalante (navire).
L'Atalante est un des navires affrété par l'Ifremer construit en 1989 et mis en service en 1990. C'est un navire polyvalent pouvant mener à bien des campagnes de géoscience marine, océanographie physique et biologie marine.
Successeur du bâtiment océanographique Jean Charcot, L'Atalante met en œuvre le Nautile et le ROV Victor 6000. Il peut recevoir des instruments de mesure sismique (flûte sismique, compresseurs et canons à air comprimé) et procéder à des relevés par carottage des fonds marins.

## Équipements
Les équipements acoustiques de L'Atalante sont :
- un sondeur monofaisceau Simrad EA600 ;
- un sondeur multifaisceau Simrad EM710 (petits fonds) ;
- un sondeur multifaisceau Simrad EM122 (grands fonds) ;
- deux courantomètres doppler (ADCP) de 38 et 150 kHz qui permettent de définir les courants sous-marins ;
- un sondeur de sédiments 3,5 kHz qui sonde les premières couches du fond sous-marin.
- une balise ultra-courte servant au positionnement des engins sous-marins.

Les équipements de mesure physique concernent des relevés constants de salinité et de température de l'eau dès que le navire appareille grâce à un thermosalinomètre. Il peut également participer à des campagnes de mesures de la colonne d'eau grâce à une bathysonde (CTD) embarquée.
L'Atalante est équipé d'un système de positionnement dynamique (DP) et le cap du navire est fourni par deux gyroscopes optiques. Des mesures complémentaires de mouvements du bateau, nécessaires au bon fonctionnement des appareils acoustiques, sont fournies par une centrale d'attitude optique.

## Carrière opérationnelle
L’Atalante fut utilisé pour la campagne océanographique PHARE, acronyme de : Peuplements Hydrothermaux, leurs Associations et Relations avec l’environnent. Elle s'est déroulée du 3 avril au 3 juin 2002. Il s’agissait notamment d’étudier les bactéries, les vers et autres organismes vivants qui vivent à proximité des sources hydrothermales dont la température au voisinage immédiat peut-être extrême. « Phare 2002 », le film, de Jean-François Ternay rend compte de cette campane et de l’usage du robot Victor 6000 à son bord. Le film est consultable en ligne.
Alors qu'il était en activité pour une campagne scientifique dans les Antilles françaises, L'Atalante participe du 18 au 19 février 2020 aux recherches, vaines, avec son sonar d'un petit avion de tourisme guadeloupéen Piper PA-28 qui s'est abîmé en mer quelques minutes après son décollage de la Dominique faisant quatre disparus.
Mi-juin 2025, une équipe de recherche internationale a quitté Brest à bord du navire L'Atalante pour se rendre sur sa zone de recherche dans le bassin ouest-européen de l'Atlantique. Elle prévoit de passer un mois à rechercher des fûts de déchets nucléaires et à étudier leur impact sur l'écosystème local. Fin juin, une porte-parole du Centre national de la recherche scientifique (CNRS) indique que plus de 1.000 barils ont été découverts et localisés dans l'Atlantique Nord-Est,,.